# Trocart

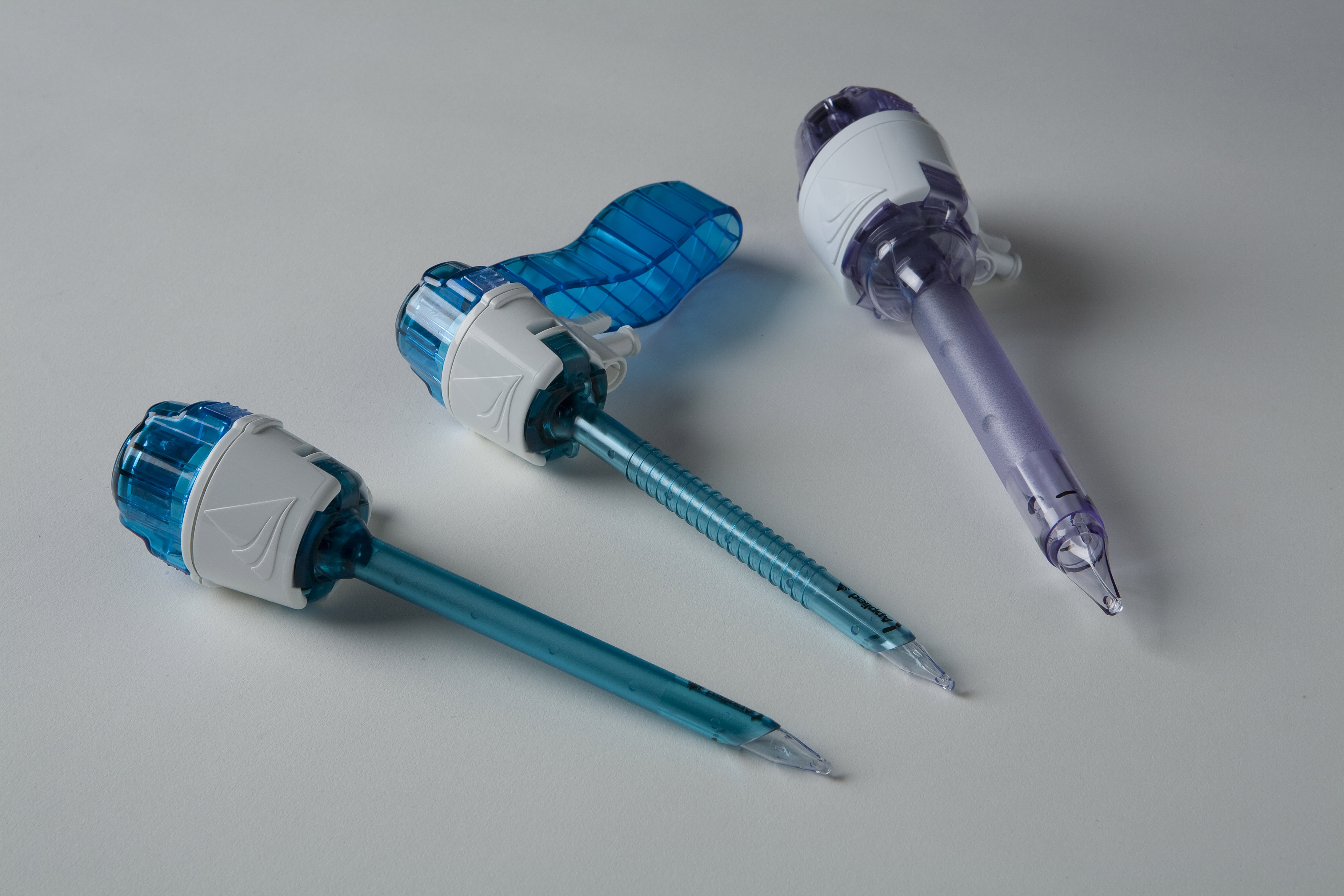
Exemple de trocarts

Un trocart est un instrument chirurgical qui se présente sous la forme d'une tige cylindrique creuse, pointue et coupante à son extrémité et surmontée d'un manche. Contenu dans une canule ne laissant émerger que la pointe, le trocart sert à faire des ponctions et des biopsies, technique appelée trocardage. À la fin de la procédure, la canule reste en place pour aider l'évacuation des fluides. Le trocart peut également être associé à un système optique pour effectuer une exploration visuelle de la zone concernée (par exemple, une arthroscopie). Dans le cas d'une lobotomie, le trocart porte le nom de leucotome. Après retrait, une fermeture des orifices de trocart doit être réalisée afin de limiter le risque de hernie, qui constitue un des risques de complications post-opératoires aux interventions sous endoscopie chirurgicale.
Le nom de trocart vient de trois-quarts, car la pointe triangulaire se présente sous la forme de trois arêtes tranchantes.
Le trocardage est notamment utilisé en médecine vétérinaire (traitement de la météorisation spumeuse chez les bovins ou les ovins) ou en embaumement pour ponctionner les cavités et le cœur. Un des pionniers de l'embaumement moderne, le docteur Auguste Renouard  qui publie le premier manuel américain d'embaumement (The Undertakers' Manual, 1878), est souvent crédité comme étant « l'inventeur du trocart », mais cet instrument était déjà connu au XVIIIe siècle, des chirurgiens comme Jean-Louis Petit l'utilisant.